# Shinpen Kamakurashi

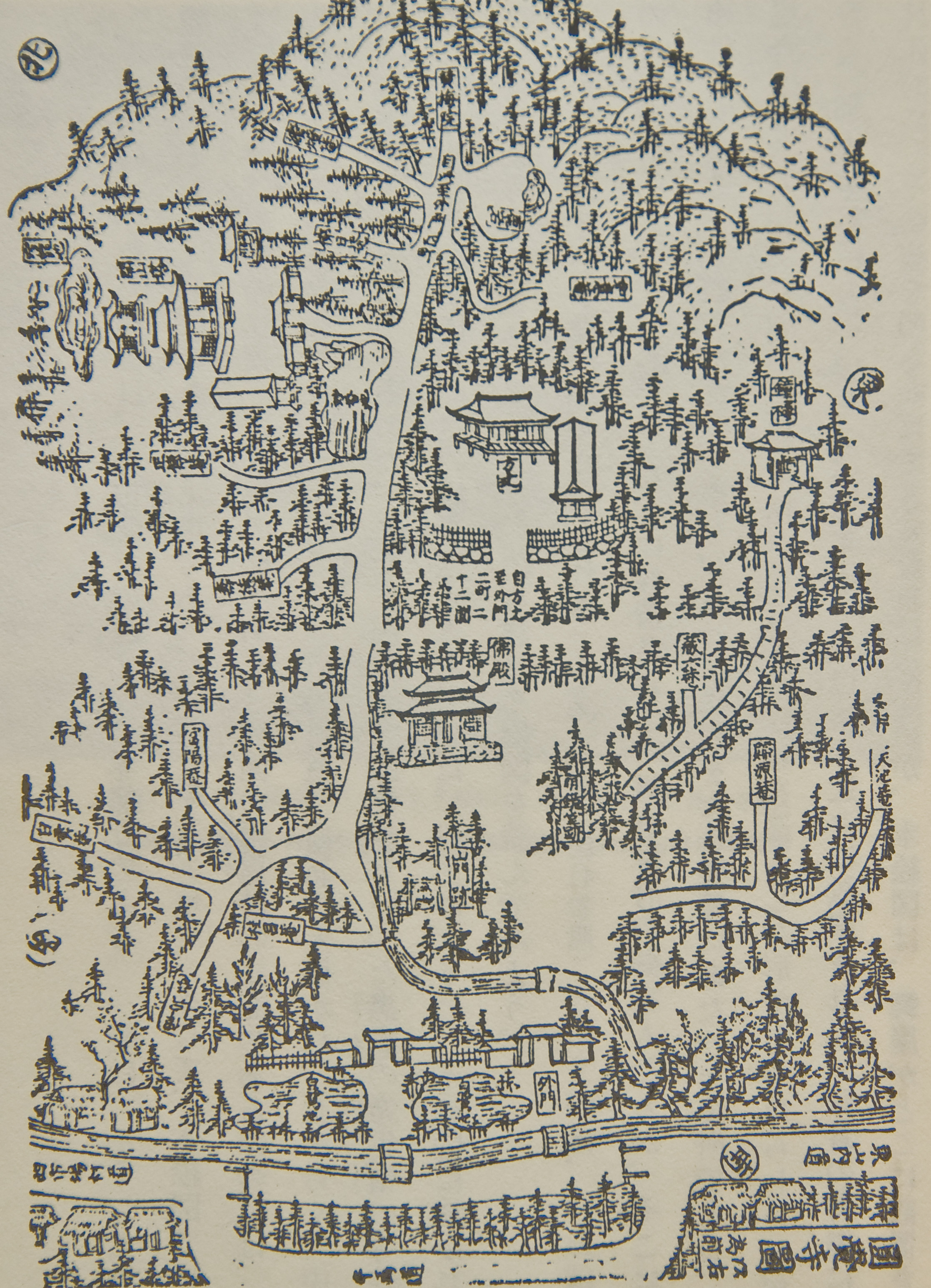
L'Engaku-ji sur une illustration du Shinpen Kamakurashi comprenant la zone autour de l'actuelle gare de Kita-Kamakura.

Le Shinpen Kamakurashi (新編鎌倉志, Nouveau guide de Kamakura) est un recueil de données topographiques, géographiques et démographiques de l'époque d'Edo concernant la ville de Kamakura, préfecture de Kanagawa au Japon et ses alentours. Composé de huit volumes et commandé en 1685 par Tokugawa Mitsukuni à trois vassaux, il contient par exemple des informations sur les « sept entrées de Kamakura », les « dix ponts de Kamakura » et les « dix puits de Kamakura ». Il comprend des illustrations, des cartes et des informations sur les temples, des ruines et l'étymologie des noms de lieux non pas seulement à propos de Kamakura, mais aussi sur Enoshima, Shichirigahama (en), Hayama et Kanazawa-ku. Le livre crée et popularise beaucoup de ces noms « numérotés », repris par de nombreux guides touristiques suivants et qui deviennent une partie de l'image de Kamakura. Chaque volume indique une journée de marche et se présente comme un véritable guide touristique pratique. Cet ouvrage constitue donc une source d'information précieuse pour les historiens.
Il est aussi à l'origine d'une légende concernant Kamakura : il est souvent écrit que Kugyō, le moine bouddhiste qui, en 1219, assassine son oncle, le shogun Minamoto no Sanetomo, se cache derrière le grand ginkgo à côté du principal sanctuaire du Tsurugaoka Hachiman-gū durant la nuit de l'assassinat, mais l'Azuma kagami, la principale source historique sur l'événement, dit simplement qu'il est venu «  du côté de l'escalier en pierre » (石段の際). Le détail relatif à l'arbre ginkgo apparaît la première fois dans le Shinpen Kamakurashi.
On pense que le livre a été compilé en utilisant comme modèle le Kamakura nikki (镰仓日记), écrit en 1674 par Tokugawa Mitsukuni lui-même à propos des lieux célèbres, des sanctuaires et des temples de Kamakura. Le livre est écrit au Zuisen-ji, temple zen de l'école Engaku-ji à Kamakura par Kawai Tsunehisa, Matsumura Kiyoyuki et Rikiishi Tadakazu.